# Івамі (Тотторі)

35°34′33″ пн. ш. 134°19′55″ сх. д. / 35.57583° пн. ш. 134.33194° сх. д.
Івамі (яп. 岩美町) — містечко в Японії, в повіті Івамі префектури Тотторі.